# Gabrielle Hamilton
Pour les articles homonymes, voir Hamilton.
Gabrielle Hamilton, née en 1966, est une cheffe et autrice américaine. Elle est cheffe, fondatrice et propriétaire de Prune, un restaurant à New York, et l'autrice de Blood, Bones, and Butter, un récit autobiographique.

## Biographie

### Jeunesse et formation
Gabrielle Hamilton a grandi à New Hope, en Pennsylvanie. Dans une interview diffusée sur la National Public Radio (NPR), elle déclare que sa façon de manger et de cuisiner est fortement influencée par sa mère française, qui ne gaspillait jamais de nourriture. Dans son enfance, la famille se servait souvent d'ingrédients frais trouvés dans leur jardin et dans les champs et forêts environnant leur maison. Gabrielle Hamilton a obtenu un diplôme de premier cycle au Hampshire College (en) de Amherst puis elle obtenu un Master of Fine Arts en création littéraire à l'Université du Michigan.

### Carrière

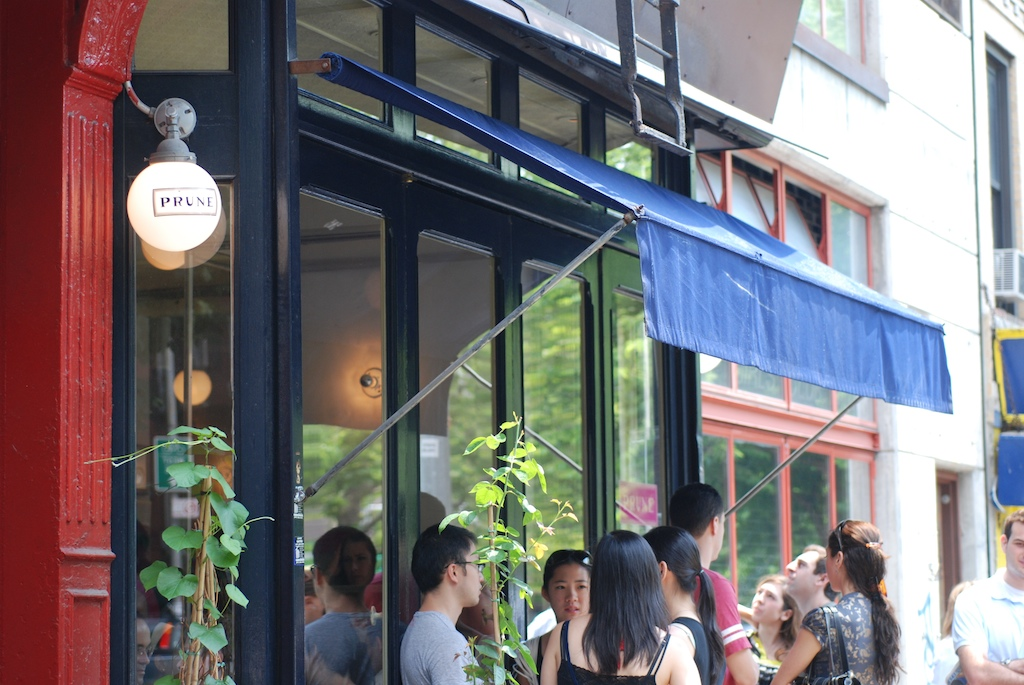
L'entrée du restaurant Prune, à New York, dont Gabrielle Hamilton est la fondatrice, gérante, et cheffe.

Après une carrière dans la restauration, Hamilton ouvre en 1999 le restaurant Prune dans l'East Village. Elle n'avait aucune expérience formelle dans les restaurants et n'avait pas non plus fréquenté d'école de cuisine. Son restaurant de 30 places a été salué et admiré par les convives, les critiques, et d'autres chefs, dont Anthony Bourdain et Éric Ripert,. Prune obtient une place dans la section Bib Gourmand du guide Michelin 2014 de New York.  
Gabrielle Hamilton participe à la quatrième saison de l'émission PBS The Mind of a Chef Elle apparaît également en tant que juge invitée dans la première saison de The Taste sur ABC.
Au cours de la pandémie COVID-19, Gabrielle Hamilton publie un article dans le New York Times sur la fermeture de Prune et les implications plus larges de la pandémie pour l'industrie de la restauration aux États-Unis. Cet article connaît un certain écho ; à la suite de sa publication, il est mentionné dans plusieurs autres articles et Gabrielle Hamilton est invitée dans plusieurs médias pour en parler,. 

### Vie privée
Gabrielle Hamilton a été mariée pendant 10 ans à Michele Fuortes, un enseignant-chercheur au Weill Medical College, d'origine italienne. Ils ont deux enfants, Marco et Leone, avant de divorcer,. Elle est actuellement mariée à Ashley Merriman, qui a été cheffe avec elle à Prune.

## Œuvres

### Livres
- (en) Blood, Bones, and Butter : The Inadvertent Education of a Reluctant Chef, Random House, 2001, rééd. 1 mars 2011, 310 p. (ISBN 9781400068722, lire en ligne), Cet ouvrage a été favorablement reçu par la critique. Michiko Kakutani, dans la revue du New York Times en février 2011, l'a qualifié de « brillamment écrit »[18]. Anthony Bourdain l'a décrit comme « tout simplement le meilleur mémoire d'un chef jamais réalisé »[19].
- (en) Prune Recipe Book, Random House, 23 septembre 2014, 416 p. (ISBN 9780812994094)

### Articles
- (en-US) Gabrielle Hamilton, « Family meal », The New Yorker, vol. 89, no 35,‎ 4 novembre 2013, p. 71 (lire en ligne)
- (en-US) Gabrielle Hamilton, « My Restaurant Was My Life for 20 Years. Does the World Need It Anymore? », New York Times,‎ 23 avril 2020 (lire en ligne)
- (en-US) Gabrielle Hamilton, « A mentor named Misty », Food and Wine,‎ 25 avril 2016 (lire en ligne)
- (en-US) Gabrielle Hamilton, « The lamb roast », The New Yorker,‎ 17 janvier 2011 (lire en ligne)

## Récompenses
Gabrielle Hamilton reçoit le prix James Beard du meilleur chef à New York en 2011 et à nouveau en 2012 pour ses mémoires de cheffe, ainsi que le prix de chef exceptionnel en 2018. Elle remporte également un prix James Beard en 2015 pour un article qu'elle a écrit pour le magazine de voyage Afar ; intitulé « Dans les vignes », l'article est consacré aux vins et aux vignerons de Sicile, en Italie.